# Джорджи Адамс
Джорджи Адамс (на английски: Georgie Adams) е британска писателка на бестселъри в жанра детска литература. Пише и под псевдонимите Ейми Трий (на английски: Amy Tree) и Кейт Съмърс (на английски: Kate Summers).

## Биография и творчество
Джорджи Адамс е родена през 1945 г. в Тънбридж Уелс, Кент, Англия. Баща ѝ е бил пилот на „Спитфайър“. Израснала е заобиколена от коне, полета хмел и овощни градини. Много обича понита и има собствено рошаво шотландско пони наречено Мъфет. От малка обича да си съставя приказни истории.
След завършване на образованието си започна кариерата си като младши редактор на списание за семейството. След това работи като редактор на книги в продължение на почти тридесет години.
В началото на 90-те години започва да пише книги за деца. Първата ѝ книга „The Drummer, the Clown and the Dancing Doll“ излиза през 1995 г.
В периода 2008 – 2009 г. публикува своята най-популярна поредица „Търсачи на талисмани“ под псевдонима Ейми Трий. В нея се разказва за Кралицата на Каризма, която е загубила гривната си и тринадесетте магически сребърни талисмана на нея. Във всяка една книга главната героиня Сезам Браун открива по един от изгубените талисмани във вихъра на едно вълнуващо приключение сред магически същества.
Джорджи Адамс живее в Корнуол със съпруга си Том Адамс, който е илюстратор, сред голямо разнообразие от домашни любимци. Имат две дъщери. Близкото крайбрежие на Северен Корнуол е вдъхновение за нейното творчество. Тя има две пораснали дъщери. Нейните племенници са най-взискателните ѝ критици.

## Произведения

### Самостоятелни романи
- The Drummer, the Clown and the Dancing Doll (1995)
- Nanny Fox and the Christmas Surprise (1996)
- The Nursery Storybook (1998)
- The Real Fairy Storybook (1999)
- Pumpkin Pie And Puddles (1999)
- Three Bears On Holiday (2003)
- Animal Stories for Bedtime (2009)

### Серия „Мили“ (Milly) – под псевдонима Кейт Съмърс
1. Milly's Wedding (1999)
2. Milly and Tilly (2000)

### Серия „Търсачи на талисмани“ (Charmseekers) – под псевдонима Ейми Трий
1. Гривната на кралицата, The Queen's Bracelet (2008)
2. Сребърният вир, The Silver Pool (2008)
3. Отмъщението на дракона, The Dragon's Revenge (2008)
4. Двете сестри, A Tale of Two Sisters (2008)
5. Крехка сила, The Fragile Force (2008)
6. Откраднатият бокал, The Stolen Goblet (2008)
7. Вълшебните кристали, The Magic Crystals (2008)
8. Скрито съкровище, Secret Treasure (2009)
9. Остров Звезда, Star Island (2009)
10. Лунна светлина и русалки, Moonlight and Mermaids (2009)
11. Огледалото на лъжата, The Mirror of Deception (2009)
12. Зорган и бодливците, Zorgan and the Gorsemen (2009)
13. Последният портал, The Last Portal (2009)

### Серия „Трите малки“ (Three Little)
1. Three Little Witches (2010)
2. Three Little Pirates (2010)
3. Three Little Princesses (2010)

### Серия „Пътешестващия заек“ (Railway Rabbits)
1. Wisher and the Runaway Piglet (2010)
2. Berry Goes to Winterland (2010)
3. Fern and the Magical Hare (2011)
4. Bramble and the Easter Egg (2011)
5. Bracken Finds a Secret Tunnel (2011)
6. Mellow and the Great River Rescue (2011)

### Документалистика
- Fish Fish Fish (1993)